# 卵形盾叶冷水花
卵形盾叶冷水花（学名：Pilea peltata var. ovatifolia）为荨麻科冷水花属下的一个变种。

## 扩展阅读
- 維基物種上的相關：卵形盾叶冷水花